# Jezero Posavsko
Jezero Posavsko falu Horvátországban, Sziszek-Monoszló megyében. Közigazgatásilag Martinska Ves községhez tartozik.

## Fekvése
Sziszek városától légvonalban 17, közúton 22 km-re északra, községközpontjától légvonalban 7, közúton 9 km-re északnyugatra, a Száva jobb partján fekszik.

## Története
A település és templomának neve 1713-ban „Sancti Georgii in Iezero” néven bukkan fel először. 1773-ban az első katonai felmérés térképén „Dorf Jezero” alakban szerepel. Zágráb vármegye Sziszeki járásához tartozott.
Jezeronak 1857-ben 295, 1910-ben 431 lakosa volt. 1918-ban az új szerb-horvát-szlovén állam, majd később Jugoszlávia része lett. A II. világháború idején a Független Horvát Állam része volt. A háború után a béke időszaka köszöntött a településre, enyhült a szegénység és sok ember talált munkát a közeli városokban. A falu 1991. június 25-én a független Horvátország része lett. 2011-ben 70 lakosa volt. A településen önkéntes tűzoltóegylet és közösségi ház működik.

## Népesség
| Lakosság változása | Lakosság változása | Lakosság változása | Lakosság változása | Lakosság változása | Lakosság változása | Lakosság változása | Lakosság változása | Lakosság változása | Lakosság változása | Lakosság változása | Lakosság változása | Lakosság változása | Lakosság változása | Lakosság változása | Lakosság változása |
| ------------------ | ------------------ | ------------------ | ------------------ | ------------------ | ------------------ | ------------------ | ------------------ | ------------------ | ------------------ | ------------------ | ------------------ | ------------------ | ------------------ | ------------------ | ------------------ |
| 1857               | 1869               | 1880               | 1890               | 1900               | 1910               | 1921               | 1931               | 1948               | 1953               | 1961               | 1971               | 1981               | 1991               | 2001               | 2011               |
| 295                | 325                | 346                | 391                | 421                | 431                | 392                | 352                | 282                | 278                | 236                | 203                | 165                | 112                | 104                | 70                 |